# Serghei Secu
Serghei Secu (* 28. November 1972 in Kischinjow, Sowjetunion) ist ein ehemaliger moldauischer Fußballnationalspieler.
Secu bestritt am 2. Juli 1991 in einem Freundschaftsspiel gegen die Auswahl Georgiens sein erstes Länderspiel. Er bestritt für die Auswahl Moldaus 27 Länderspiele. Sein einziger Treffer gelang ihm am 12. Oktober 1994 gegen die Auswahl von Wales. Auf Vereinsebene spielte er unter anderen für den Zimbru Chișinău, CSS Amocom Chișinău und den FC Tiligul Tiraspol.